# Monteux
Monteux ist eine französische Stadt mit 13.159 Einwohnern (Stand 1. Januar 2022) im Département Vaucluse in der Region Provence-Alpes-Côte d’Azur. Sie gehört zum Arrondissement Carpentras und ist Mitglied im Gemeindeverband Communauté d’agglomération Les Sorgues du Comtat. Die Bewohner werden Montiliens und Montiliennes genannt.
Die Gemeinde erhielt 2023 die Auszeichnung „Drei Blumen“, die vom Conseil national des villes et villages fleuris (CNVVF) im Rahmen des jährlichen Wettbewerbs der blumengeschmückten Städte und Dörfer verliehen wird.

## Geografie
Monteux liegt etwa fünf Kilometer südwestlich von Carpentras entfernt im Herzen des Comtat Venaissin, etwa 18 Kilometer nordöstlich von Avignon. Die Stadt befindet sich im Flachland südwestlich des Mont Ventoux, östlich der Rhône und nördlich der Durance.
Der Auzon verläuft nördlich des historischen Zentrums. Südlich der Stadt gibt es mehrere kleine Flüsse, darunter die Sorguette, Nebenflüsse der Sorgue de Velleron. Im Norden dient die Grande Levade als natürliche Grenze zur Nachbargemeinde Sarrians.
Umgeben wird Monteux von den sechs Nachbargemeinden:
| Sarrians          | Loriol-du-Comtat                            |            |
| Bédarrides        | Kompassrose, die auf Nachbargemeinden zeigt | Carpentras |
| Althen-des-Paluds | Pernes-les-Fontaines                        |            |

## Geschichte
Auf dem Fundplatz Bellegarde wurden ein Urnengrab, Scherben einer Balsamflasche, eine Tonlampe, ein Teller und eine Schale aus Rotkeramik ausgegraben.
Die Zeit der Renaissance war vom Hugenottenkrieg und der Pest geprägt. Die wichtigsten Epidemien ereigneten sich 1588 bis 1589, 1630 und gipfelten in der Großen Pest von 1721.
Die Hugenotten steckten 1562 das Kloster der Franziskaner in Brand und verschanzten sich danach hinter den Stadtmauern von Monteux. Sie hielten die Stadt bis 1564 und zogen erst zugunsten einer Waffenruhe ab.
Während der Französischen Revolution wurde nur die Pfarrkirche geplündert. Während der Belagerung von Carpentras im Juli 1793 diente die Stadt als Rückzugsbasis für die Armee von Avignon.
In der Neuzeit konnte sich dank dem Bau des Canal de Carpentras und der Einrichtung der Fährverbindung Avignon – Carpentras eine intensive Landwirtschaft mit Gemüse- und Obstanbau entwickeln.
Die industrielle Entwicklung von Monteux war über lange Zeit durch die Pyrotechnik und Rüstungsindustrie geprägt, die Firma Ruggieri war der Hauptarbeitgeber im Ort. Das Dorf wuchs um die Fabriken herum, dort gab es in den 1970er Jahren mehrere Explosionen mit Toten und Verletzten. In Folge wurden die Fabriken aus Monteux verlagert, wo immer noch jährlich das Feuerwerk Feu de Monteux stattfindet, das an diese Vergangenheit erinnert. 1979 wurde eine Stele zum Gedenken an die Opfer der Explosionen errichtet, derer die Gemeinde an jedem 12. April gedenkt.

### Einwohnerentwicklung
| Jahr      | 1962 | 1968 | 1975 | 1982 | 1990 | 1999 | 2007   | 2013   | 2020   |
| --------- | ---- | ---- | ---- | ---- | ---- | ---- | ------ | ------ | ------ |
| Einwohner | 5237 | 5867 | 6471 | 7524 | 8157 | 9564 | 10.728 | 12.015 | 12.979 |

## Städtepartnerschaften
- Gladenbach (Deutschland)
- Niemcza (Polen)

## Veranstaltungen
Einmal jährlich wird in Monteux ein überörtlich bekanntes Großfeuerwerk, das Feu de Monteux, veranstaltet. 2011 hatte das Feuerwerk 25.000 zahlende Zuschauer.

## Sport
Die Frauenfußballerinnen des FCF Monteux spielten im 21. Jahrhundert über anderthalb Jahrzehnte in der zweithöchsten französischen Liga.

## Sehenswürdigkeiten
- Tour Clémentine, Wohnsitz von Papst Clemens V. aus dem 11. Jahrhundert, seit 1910 als Monument historique klassifiziert
- Überreste der Stadtmauern mit Porte Neuve und Porte d’Avignon, erstere seit 1875 als Monument historique klassifiziert, letztere seit 1952 als Monument historique eingeschrieben
- Kirche Notre-Dame-de-Nazareth aus dem 14. Jahrhundert, seit 1992 als Monument historique eingeschrieben
- Kapelle Notre-Dame-des-Grâces aus dem 17. Jahrhundert
- Ehemalige Kapelle des Schwarzen Büßerordens (Pénitents Noirs) aus dem 19. Jahrhundert
- Rathaus, ehemaliges Hospital Saint-Pierre
- Zahlreiche Springbrunnen

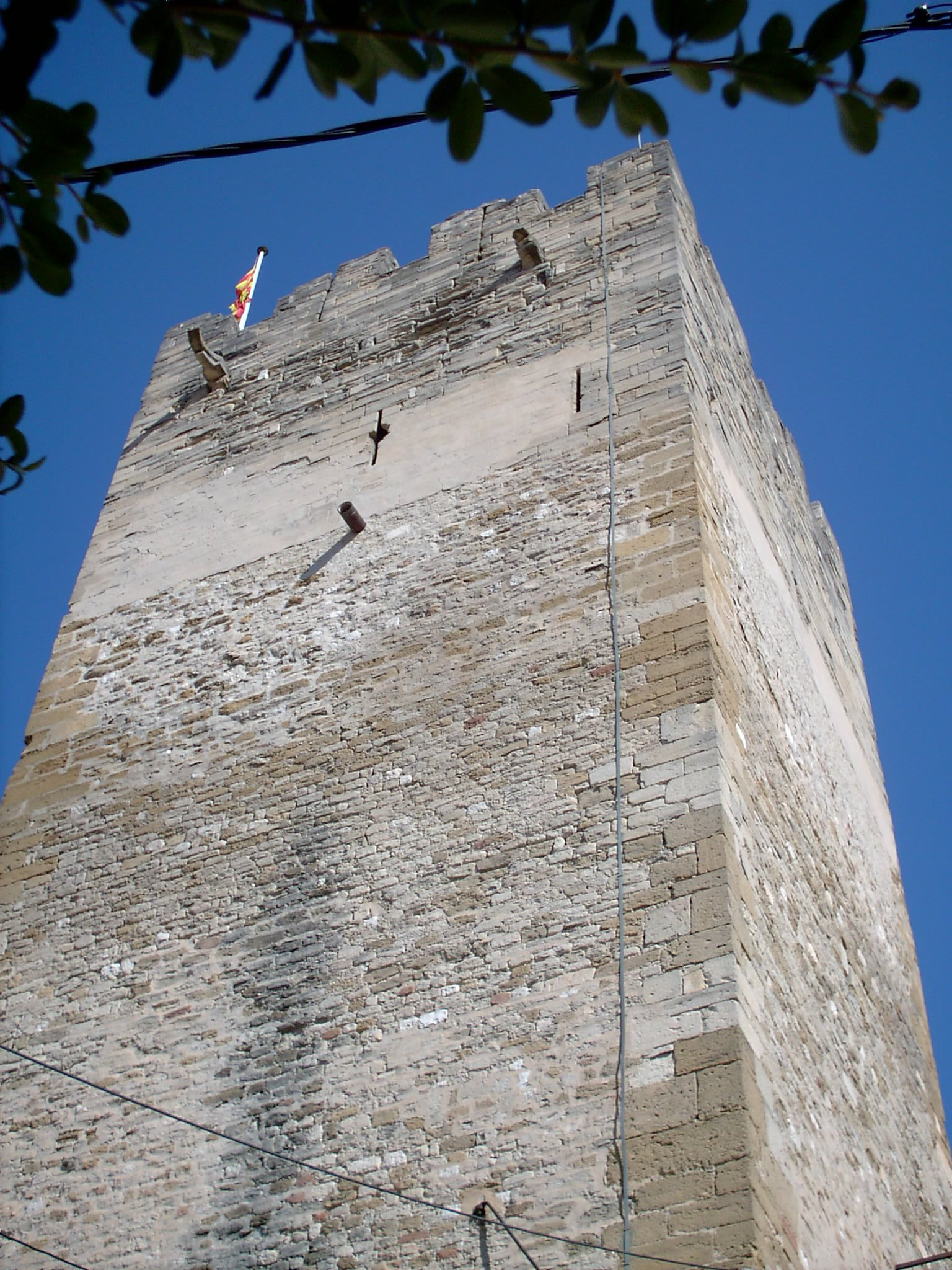
Tour Clémentine
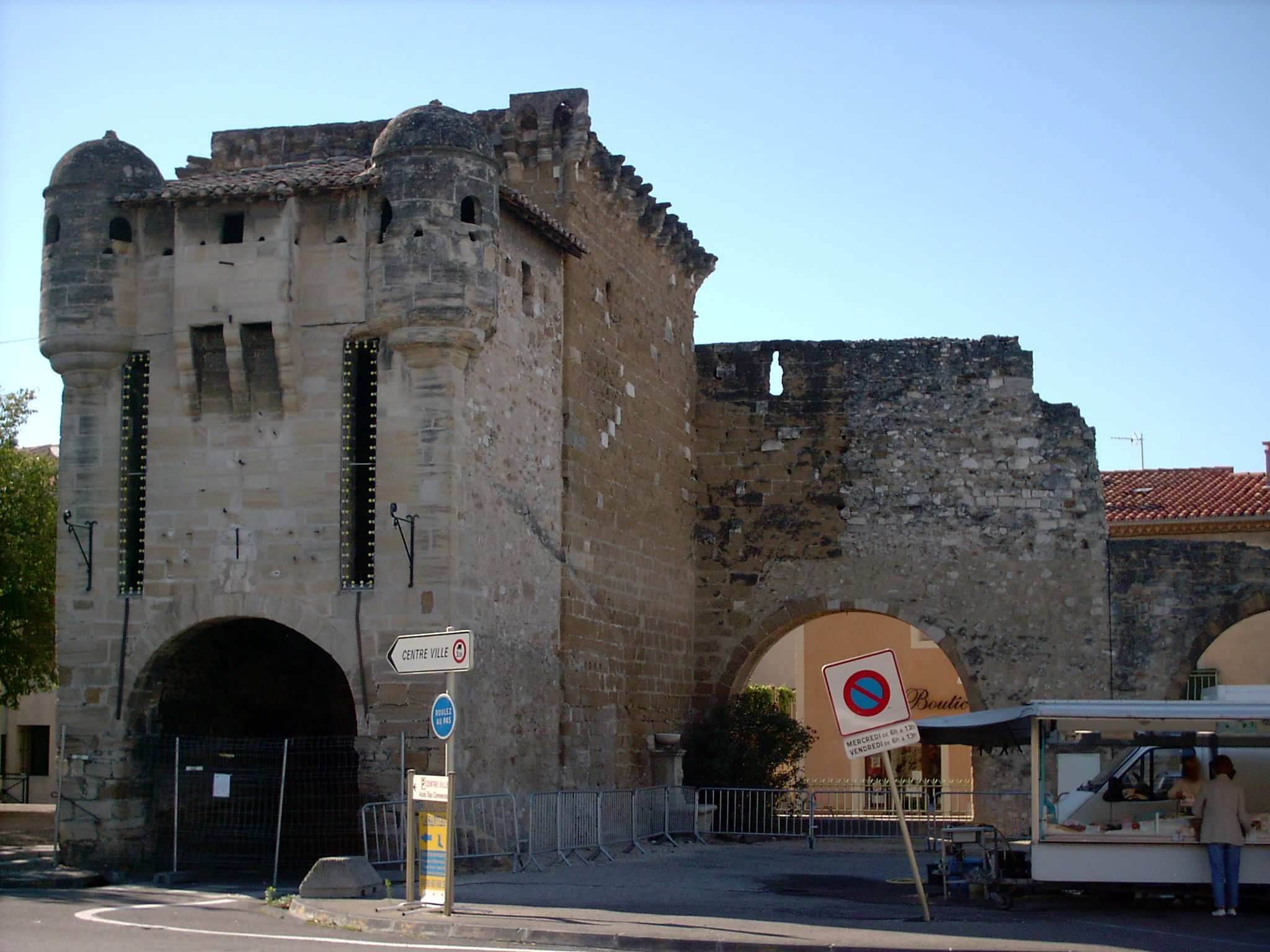
Porte Neuve
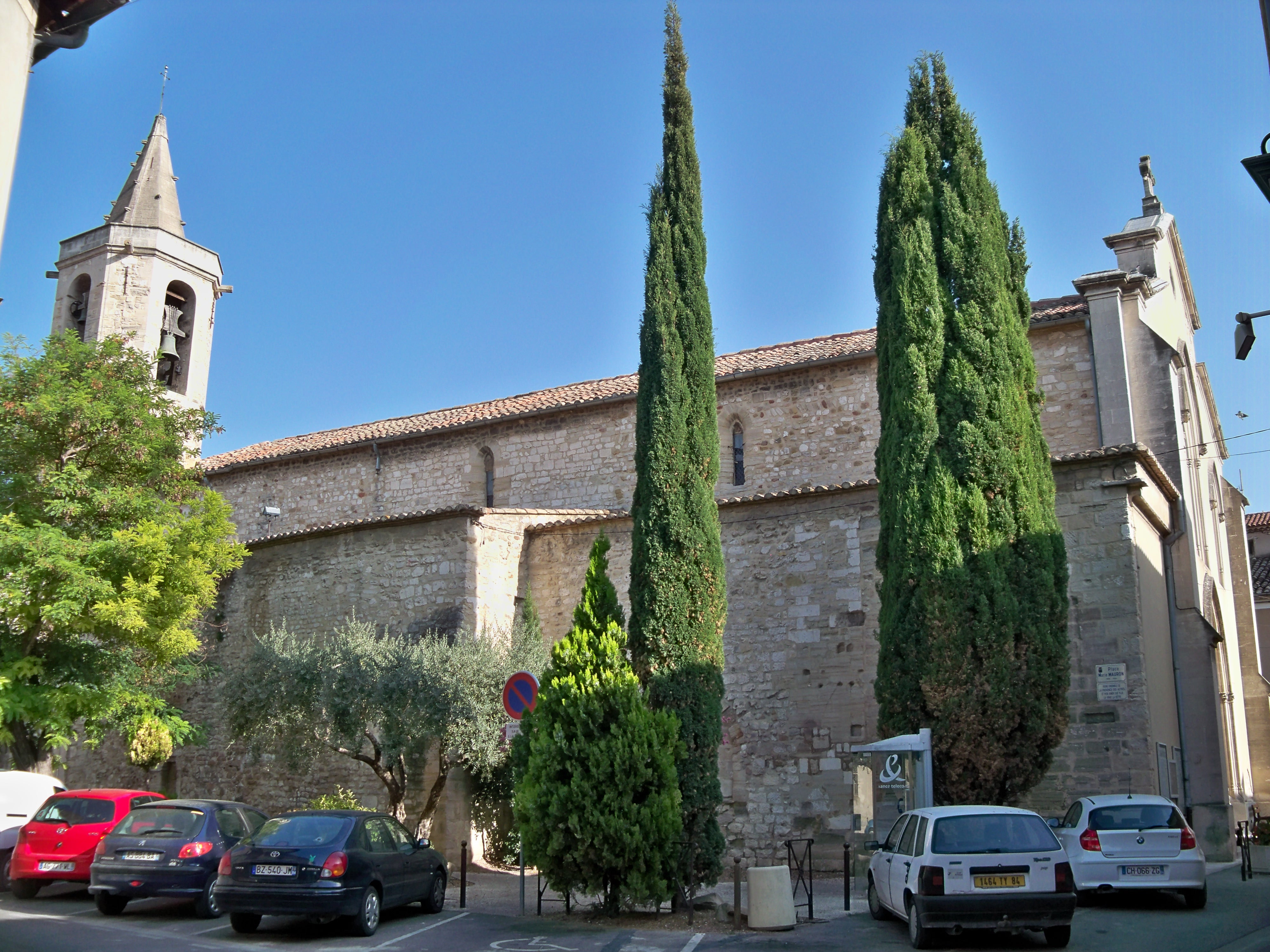
Kirche Notre-Dame-de-Nazareth
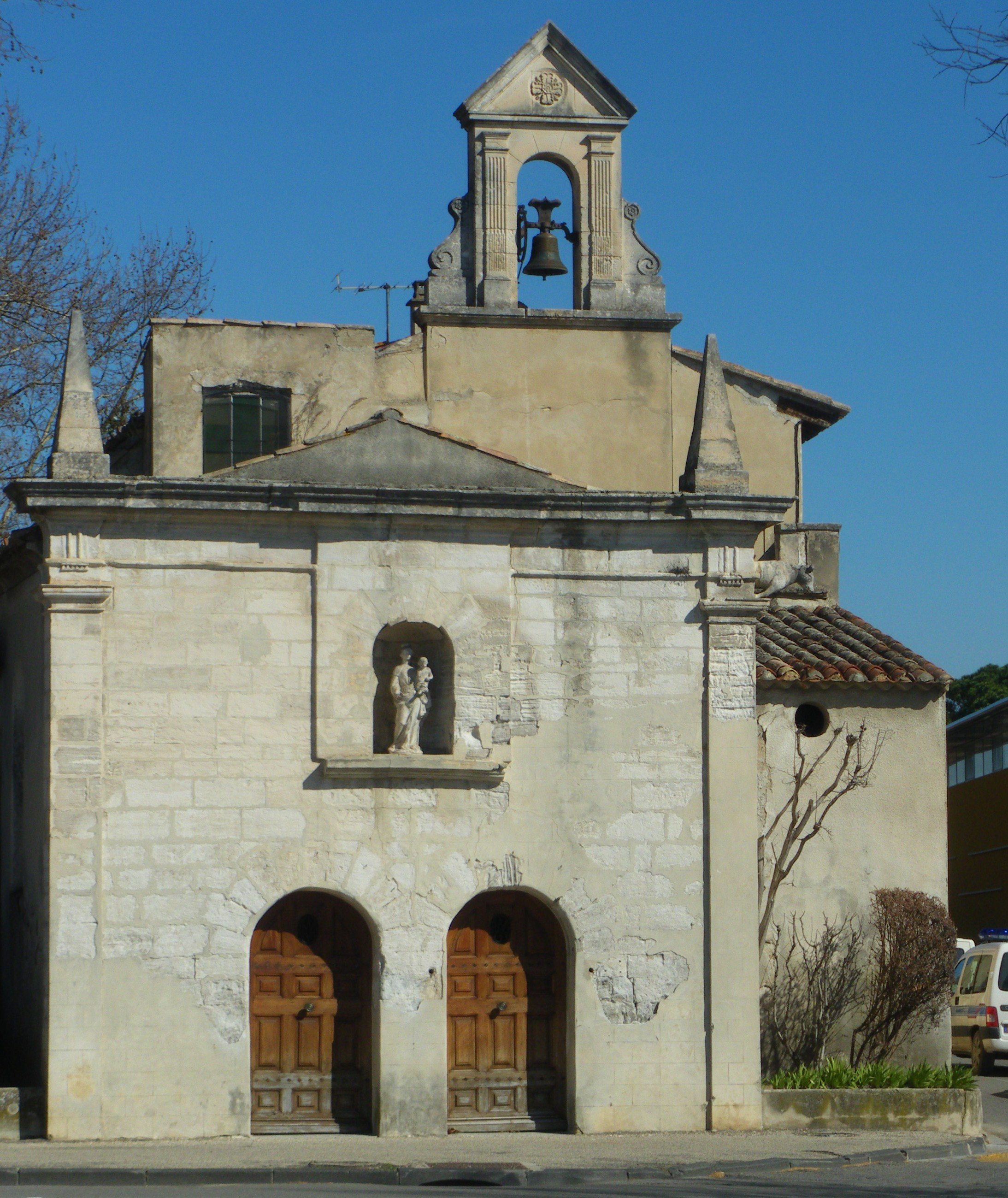
Kapelle Notre-Dame-des-Grâces
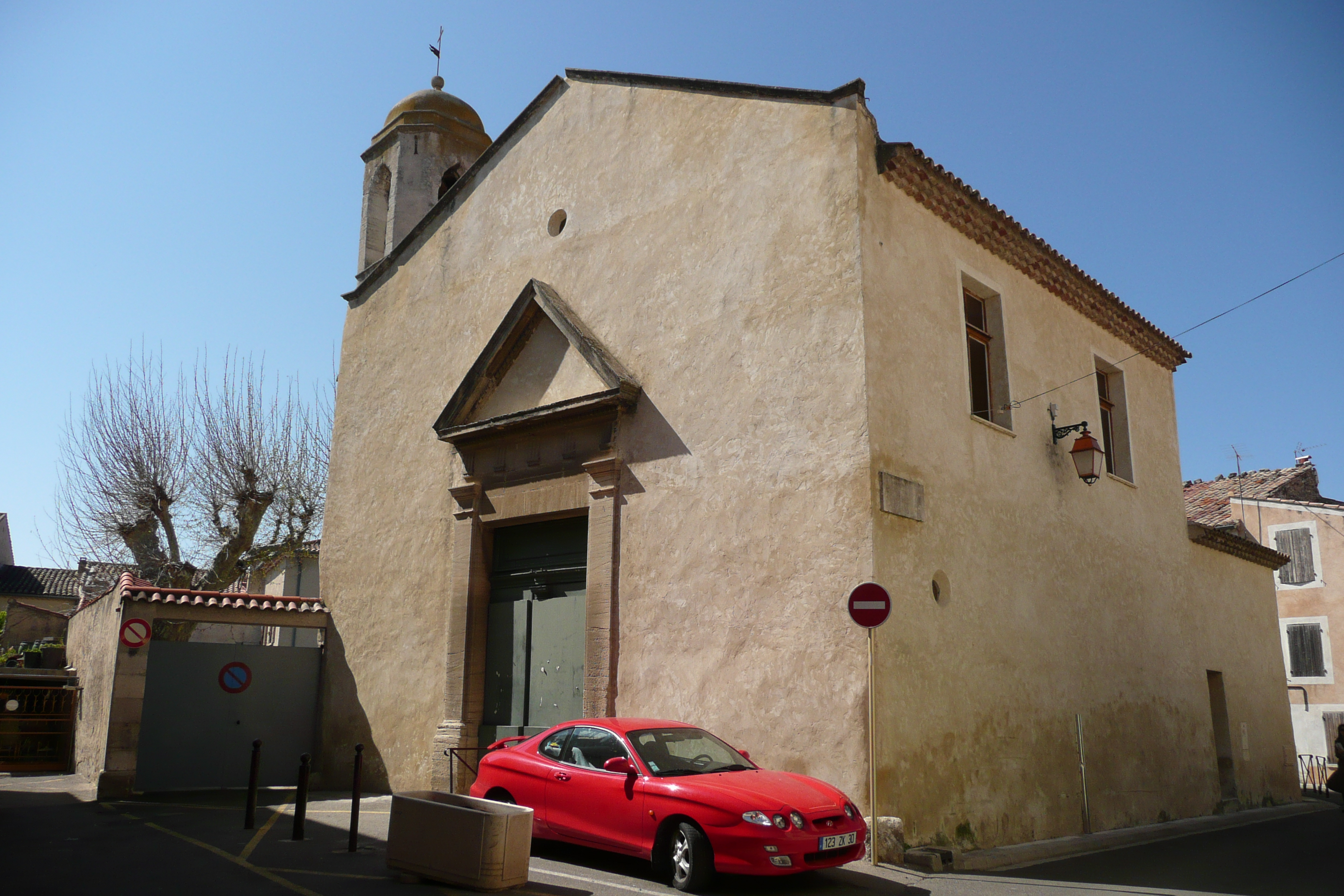
Kapelle des Schwarzen Büßerordens
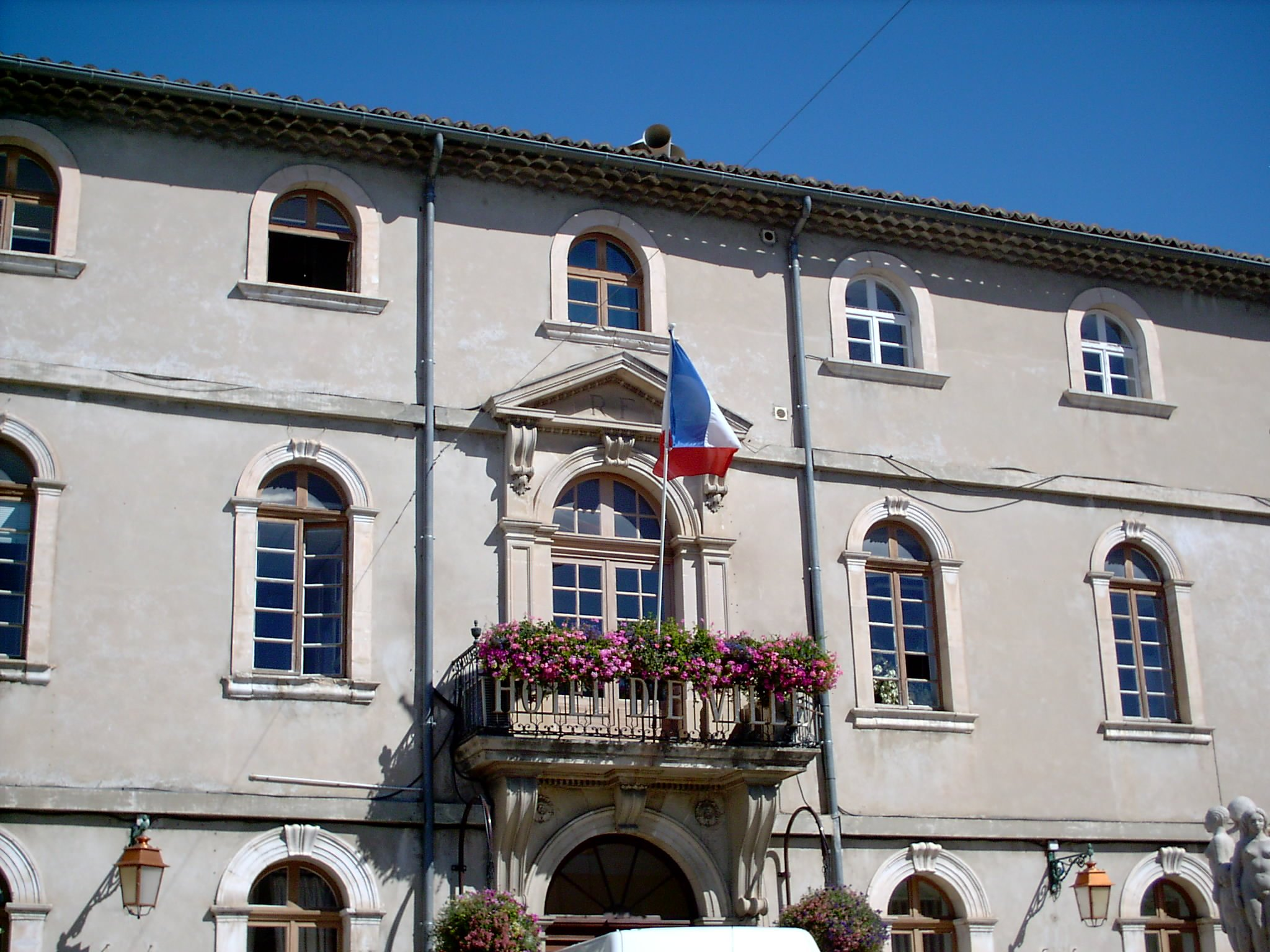
Rathaus (Hôtel de ville)

## Persönlichkeiten
- Gens du Beaucet (1104–1127), französischer Heiliger, geboren in Monteux
- Nicolas Saboly (1614–1675), französischer Dichter und Komponist, geboren in Monteux
- Rosa Bordas (1840–1901), französische Sängerin, geboren in Monteux
- Benoît Benoni-Auran (1859–1944), provenzalischer Maler, geboren in Monteux